# John Gay
John Gay (ur. 30 czerwca 1685, zm. 4 grudnia 1732) – angielski poeta i dramaturg.
Najbardziej znany jako autor libretta do Beggar’s Opera (1728), do której muzykę napisał Niemiec Johann Christoph Pepusch. Bohaterowie tej sztuki, tacy jak: kapitan Macheath czy Polly Peachum, stali się tak sławni, że nadawano sobie te imiona na chrzcie.
Sztuka Gaya w dwudziestym wieku stała się inspiracją dla Opery za trzy grosze Bertolda Brechta.
Poeta pisał też epigramaty. Wśród nich było Moje własne epitafium (fraszka).

## Niektóre utwory
- The Present State of Wit – 1711
- The Rural Sports – 1713
- The Shepherd’s Week – 1714
- The What D’ye Call It – 1715
- Trivia, or The Art of Walking the Streets of London – 1716
- Poems on Several Occasions – 1720
- Fifty-one Fables in Verse – 1727
- The Beggar’s Opera – 1728
- Polly – 1729
- Achilles – 1733
- The Distress’d Wife – 1734
- Fables – 1738
- Wine